# Agmina kara
Agmina kara is een schietmot uit de familie Ecnomidae. De soort komt voor in het Australaziatisch gebied.